# Ceraphron fummipennis
Ceraphron fummipennis är en stekelart som beskrevs av William Harris Ashmead 1894. Ceraphron fummipennis ingår i släktet Ceraphron och familjen pysslingsteklar. Inga underarter finns listade i Catalogue of Life.